# Piranthus decorus
Piranthus decorus là một loài nhện trong họ Salticidae.
Loài này thuộc chi Piranthus. Piranthus decorus được Tord Tamerlan Teodor Thorell miêu tả năm 1895.